# Zaouïa al-Alaouia de Relizane
 (juin 2025).
 (juin 2025).
La mise en forme du texte ne suit pas les recommandations de Wikipédia : il faut le « wikifier ».
Les points d'amélioration suivants sont les cas les plus fréquents. Le détail des points à revoir est peut-être précisé sur la page de discussion.
- Les titres sont pré-formatés par le logiciel. Ils ne sont ni en capitales, ni en gras.
- Le texte ne doit pas être écrit en capitales (les noms de famille non plus), ni en gras, ni en italique, ni en « petit »…
- Le gras n'est utilisé que pour surligner le titre de l'article dans l'introduction, une seule fois.
- L'italique est rarement utilisé : mots en langue étrangère, titres d'œuvres, noms de bateaux, etc.
- Les citations ne sont pas en italique mais en corps de texte normal. Elles sont entourées par des guillemets français : « et ».
- Les listes à puces sont à éviter, des paragraphes rédigés étant largement préférés. Les tableaux sont à réserver à la présentation de données structurées (résultats, etc.).
- Les appels de note de bas de page (petits chiffres en exposant, introduits par l'outil «  Source ») sont à placer entre la fin de phrase et le point final[comme ça].
- Les liens internes (vers d'autres articles de Wikipédia) sont à choisir avec parcimonie. Créez des liens vers des articles approfondissant le sujet. Les termes génériques sans rapport avec le sujet sont à éviter, ainsi que les répétitions de liens vers un même terme.
- Les liens externes sont à placer uniquement dans une section « Liens externes », à la fin de l'article. Ces liens sont à choisir avec parcimonie suivant les règles définies. Si un lien sert de source à l'article, son insertion dans le texte est à faire par les notes de bas de page.
- La présentation des références doit suivre les conventions bibliographiques. Il est recommandé d'utiliser les modèles {{Ouvrage}}, {{Chapitre}}, {{Article}}, {{Lien web}} et/ou {{Bibliographie}}. Le mode d'édition visuel peut mettre en forme automatiquement les références.
- Insérer une infobox (cadre d'informations à droite) n'est pas obligatoire pour parachever la mise en page.

Pour une aide détaillée, merci de consulter Aide:Wikification.
Si vous pensez que ces points ont été résolus, vous pouvez retirer ce bandeau et améliorer la mise en forme d'un autre article.
La Zaouïa al-Alaouia de Relizane est l'une des écoles soufies les plus célèbres de la ville. Fondée au début du XXe siècle, elle suit l'ordre des Chadhilia ,Darqawia.

## Histoire
La Zaouïa a été créé en 1920 dans le quartier de La Villette, au centre-ville de Relizane. C'est un lieu dédié à l'éducation religieuse, aux prières et aux rituels religieux, en plus des fêtes religieuses comme Maouled el nabaoui el charif  et 27 Chaaban Accueillir le mois de Ramadan . La zawiya est de l'ordre soufi alaouite. Elle a été fondée en 1909 dans la ville de Mostaganem. Le premier cheikh de la zawiya était cheikh Saleh bin Dimrad.

## Chikhs de la Zaouïa
| N  | Chikhs             | Début | Fin  |
| -- | ------------------ | ----- | ---- |
| 01 | Saleh Bendimered   |       |      |
| 02 | Tahar Boumendjout  |       | 1970 |
| 03 | Mustapha Benyettou | 1970  | 2012 |

### Aricles connexes
- Qadiriyya
- Rahmaniyya
- Shadhiliyya